# فالديغانغا
بلدية فالديغانغا (بالإسبانية: Valdeganga) هي بلدية تقع في مقاطعة البسيط التابعة لمنطقة كاستيا لا مانتشا وسط إسبانيا.

## الديموغرافيا
بلغ عدد سكان بلدية فالديغانغا 1.943 نسمة عام 2011 (وفقاً للمعهد الوطني الإسباني للإحصاء).
| 2.022 | 1.981 | 1.936 | 1.881 | 1.943 | 1.953 | 1.943 |

## أعلام
- خوسيه أنطونيو سالسيدو سانشيز
- خايمي روميرو